# TiMidity++
TiMidity++ est un logiciel libre multiplateforme sous Licence publique générale GNU d'application musicale qui permet de jouer des fichiers MIDI en reproduisant le son des instruments à partir de banques d'échantillons au format SoundFont et GUS Patch.

## Fonctionnalités
Il gère la norme MIDI standard, qui précise que les notes correspondent à la gamme tempérée, utilisée pour accorder les instruments dans la musique occidentale et comportant avec 12 notes par octave. TiMidity++ y ajoute également la possibilité de jouer dans des gammes comportant des micro-intervalles, grâce au standard MIDI Tuning Standard (MTS).
Il est utilisable dans un terminal en ligne de commande, et peut utiliser l'interface graphique en mode texte ncurses et les interfaces graphiques GTK+, Motif, Win32, Xaw et d'autres.
Il supporte également le fichiers SMF, MOD (modules des trackers), RCP/R36/G18/G36 et  MFI.
Il permet d'exporter dans les formats .wav, .au, .aiff et .ogg (Flac, Speex et Vorbis).
L'entrée MIDI peut venir de l'entrée standard, de fichiers d'archives ou du réseau (via les protocoles HTTP, FTP ou NNTP). Son support de l'entrée standard fait qu'il peut être utilisé par différents logiciels, parmi lesquels le logiciel d'apprentissage musical, GNU Solfege.